# Carl Hergenrother
| Odkryte planetoidy: 33  | Odkryte planetoidy: 33 |
| ----------------------- | ---------------------- |
| (6533) Giuseppina       | 24 lutego 1995         |
| (6613) Williamcarl      | 2 czerwca 1994         |
| (7488) Robertpaul       | 27 maja 1995           |
| (7489) Oribe            | 26 czerwca 1995        |
| (7707) Yes              | 17 kwietnia 1993       |
| (7887) Bratfest         | 18 września 1993       |
| (7959) Alysecherri      | 2 sierpnia 1994        |
| (8109) Danielwilliam    | 25 lutego 1995         |
| (8711) Lukeasher        | 5 czerwca 1994         |
| (10571) 1994 LA1        | 5 czerwca 1994         |
| (12396) Amyphillips     | 24 lutego 1995         |
| (12789) Salvadoraguirre | 14 października 1995   |
| (13186) 1996 UM         | 18 października 1996   |
| (16712) 1995 SW29       | 30 września 1995       |
| (24888) 1996 XS23       | 8 grudnia 1996         |
| (26916) 1996 RR2        | 13 września 1996       |
| (32925) 1995 KF         | 24 maja 1995           |
| (35285) 1996 TR5        | 6 października 1996    |
| (37652) 1994 JS1        | 4 maja 1994            |
| (37744) 1996 XU14       | 8 grudnia 1996         |
| (39642) 1995 KO1        | 26 maja 1995           |
| (44192) Paulguttman     | 18 czerwca 1998        |
| (55844) Bičák           | 12 września 1996       |
| (69406) 1995 SX48       | 30 września 1995       |
| (85316) 1995 BA4        | 28 stycznia 1995       |
| (85343) 1995 SX53       | 30 września 1995       |
| (118231) 1996 XQ18      | 8 grudnia 1996         |
| (121725) Aphidas        | 13 grudnia 1999        |
| (173176) 1997 KO        | 29 maja 1997           |
| (306387) 1994 GR8       | 5 kwietnia 1994        |
| (350455) 1997 SB5       | 27 września 1997       |
| (369982) 1998 BL10      | 20 stycznia 1998       |
| (542599) 2013 FD18      | 20 stycznia 2013       |
| 1. 2.                   |                        |

Carl William Hergenrother (ur. 1973) – amerykański astronom. Pracuje w Catalina Sky Survey, odkrył 33 planetoidy (30 samodzielnie). Odkrył również kometę długookresową C/1996 R1 (Hergenrother-Spahr) oraz trzy komety okresowe 168P/Hergenrother, 175P/Hergenrother i 330P/Catalina (P/1999 V1).
W uznaniu jego zasług jedną z planetoid nazwano (3099) Hergenrother, a planetoidę (6533) Giuseppina nazwał imieniem swojej matki.